# Boesenbergia alba
Boesenbergia alba là một loài thực vật có hoa trong họ Gừng. Loài này được Kai Larsen và Rosemary Margaret Smith mô tả khoa học đầu tiên năm 1972 dưới danh pháp Caulokaempferia alba. Năm 2014, John Donald Mood và Linda M. Prince chuyển nó sang chi Boesenbergia.

## Mẫu định danh
Mẫu định danh: Larsen K., Smitinand T. & Warncke E. 949; thu thập tại tọa độ 17°32′0″B 100°41′0″Đ / 17,53333°B 100,68333°Đ, núi Phu Miang, tỉnh Phitsanulok, Thái Lan. Mẫu holotype lưu giữ tại Đại học Aarhus, Đan Mạch (AAU), mẫu isotype lưu giữ tại Cục Vường quốc gia, Bảo tồn Động vật hoang dã và Thực vật ở Chatuchak, Băng Cốc (BKF).

## Quan hệ
B. alba có quan hệ họ hàng gần nhất với B. thailandica và B. violacea. Hiện nay Zingiberaceae Resource Centre vẫn coi B. thailandica và B. violacea là đồng nghĩa của B. alba.

## Từ nguyên
Tính từ định danh alba (giống đực: albus, giống trung: album) là tiếng Latinh nghĩa là trắng; ở đây là để nói tới đặc điểm hoa màu trắng của loài này.

## Phân bố
Loài này là bản địa Thái Lan (tỉnh Phitsanulok) và Lào (tỉnh Bolikhamsai.